# Parque natural de Montes Obarenes-San Zadornil
El parque natural de Montes Obarenes-San Zadornil es un espacio natural protegido español que se localiza en el nordeste de la provincia de Burgos, Comunidad de Castilla y León, en el límite con la provincia de Álava, País Vasco. Fue declarado parque natural en 2006.
Los montes Obarenes constituyen las últimas y más meridionales estribaciones de la cordillera Cantábrica y se alzan como un gran murallón natural sobre las llanas tierras de La Bureba, en Burgos. Presentan un modélico relieve estructural de estilo jurásico y sus máxima altura es el Pico Humión, con 1437 metros de altura. Limitado al norte por el río Ebro, en su interior comprende las sierras de Oña, La Llana, Pancorbo, Árcena y los propiamente llamados Montes Obarenes.

## Ámbito territorial
Tiene una superficie de 33 064 ha, comprende 53 núcleos de población con 6806 habitantes y afecta totalmente a los siguientes términos municipales: Cillaperlata, Partido de la Sierra en Tobalina y Jurisdicción de San Zadornil, incluida la entidad local menor de Valpuesta. También se sitúa parcialmente en los de: Berberana, Bozoó, Busto de Bureba, Cascajares de Bureba, Encío, Frías, Miraveche, Navas de Bureba, Oña, Pancorbo, Quintanaélez, Santa Gadea del Cid, Puentelarra, Trespaderne y Valle de Tobalina.

## Límites
Tomando como punto de inicio el límite norte y siguiendo en el sentido de las agujas del reloj:

### Norte

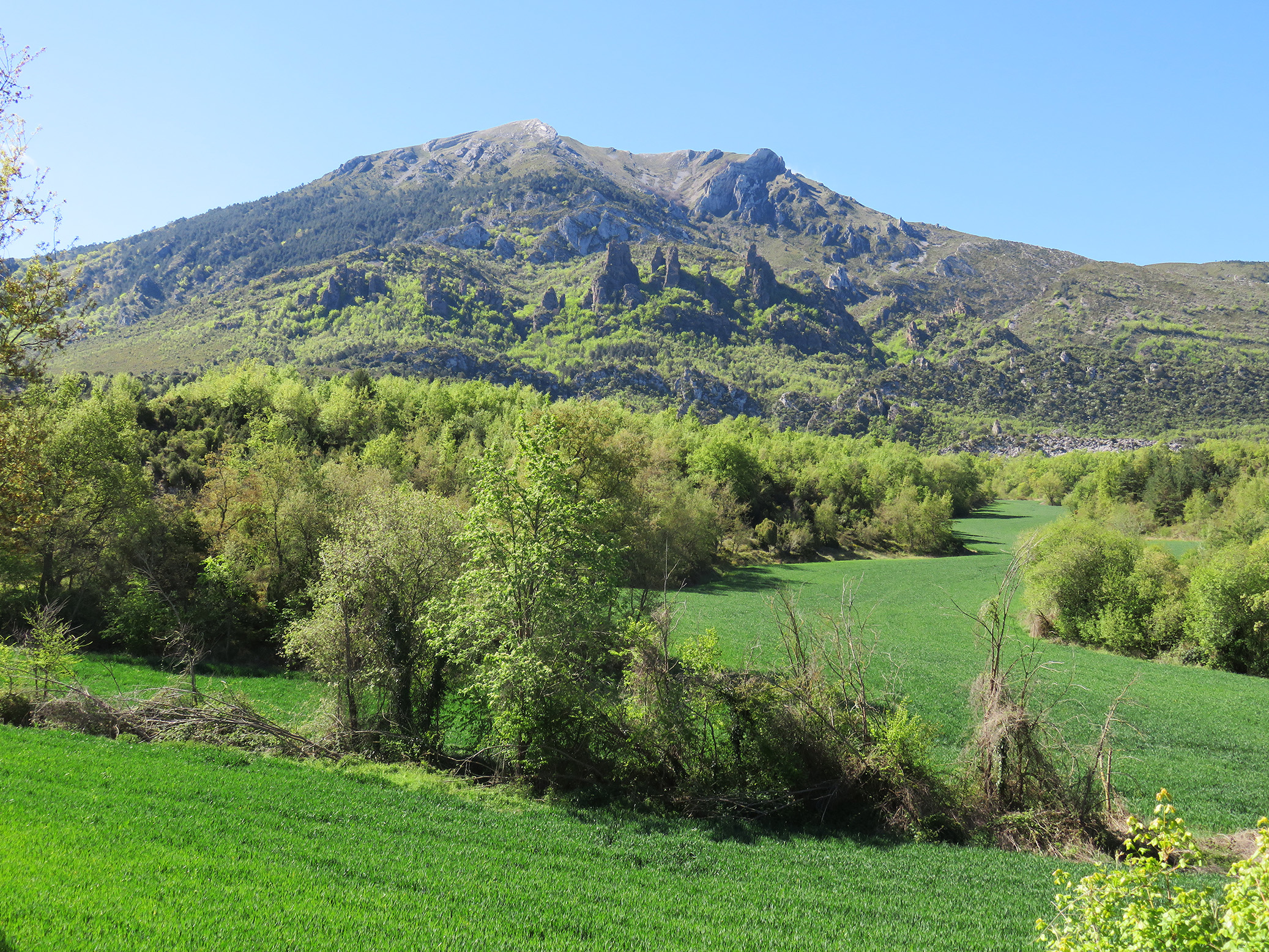
Pico Humión (1437)

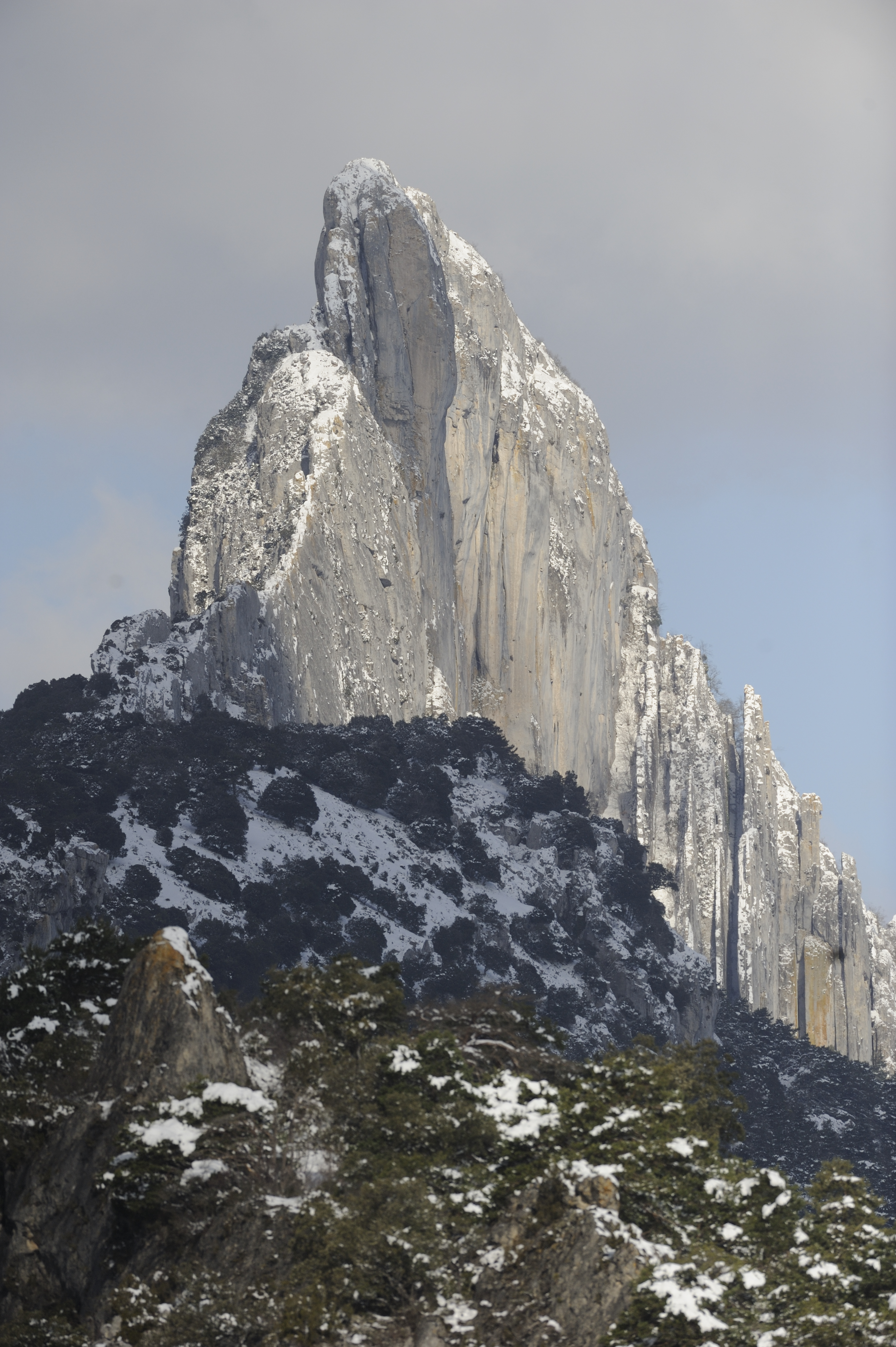
Peña Carrias, un pico emblemático del parque natural por su gran muralla kárstica. Se encuentra en el entorno de San Zadornil

### Este
Al este, desde el camino de San Miguel sigue hacia el sur por un camino a pie de monte hasta la localidad de Portilla. A partir de aquí, continúa por el camino de Bozoó, lo atraviesa y prosigue por el camino de San Miguel, camino del Codillo y camino del Portillo el Grijo. Atraviesa la Granja de Piedraluenga y continúa por el límite del M.U.P. n.º 201 Dehesa Piedraluenga hasta el límite de los términos municipales de Santa Gadea del Cid y Encío. Prosigue por este límite hasta la carretera CL-625 Burgos-Bilbao hasta su confluencia con la N-I Madrid-Irún, que constituye el límite hasta la localidad de Pancorbo.

### Sur
Atraviesa Pancorbo a la altura del cerro del Castillo y continúa por el límite sur de los siguientes montes: M.U.P. n.º 668 Mancubo y Otros, de Pancorbo (parcela Las Navas y los Campazos); M.U.P. n.º 198 Los Cabreros, de Miraveche; monte de libre disposición La Dehesa, de Miraveche; monte particular El Encinar, de Miraveche; M.U.P. n.º 77 Valmayor o Cuesta y Olla, de Cascajares de Bureba; monte de libre disposición El Encinal, de Busto de Bureba; monte de libre disposición Las Laderas, de la entidad de Marcillo de Quintanaélez; monte de libre disposición Carrascal, de Quintanaélez; monte de libre disposición El Monte, de Navas de Bureba; monte de libre disposición El Carrascal, de la parte de Bureba; del M.U.P. n.º 80 La Gran Sierra, de la junta de Cornudilla (parcela 1 monte la Sierra); y del M.U.P. n.º 89 La Maza, de Pino de Bureba hasta que enlaza con el camino del Val que conduce hasta la carretera N-232 Logroño-Santander.

### Oeste
El límite lo sigue constituyendo la carretera N-232 Logroño-Santander pasando por Oña, continúa por la N-232, después por el límite del M.U.P. n.º 85 Pando, que queda incluido, hasta alcanzar la confluencia de los ríos Ebro y Oca, continuando el límite del espacio por la margen izquierda del Ebro, siguiendo hacia el noroeste por el cuchillo de la Peña Cereceda hasta alcanzar el límite del término municipal de Trespaderne con la Merindad de Valdivielso, siguiendo por el límite del término municipal de Trespaderne con la Merindad de Cuesta-Urría hasta su intersección con el río Nela.

## Riqueza ambiental

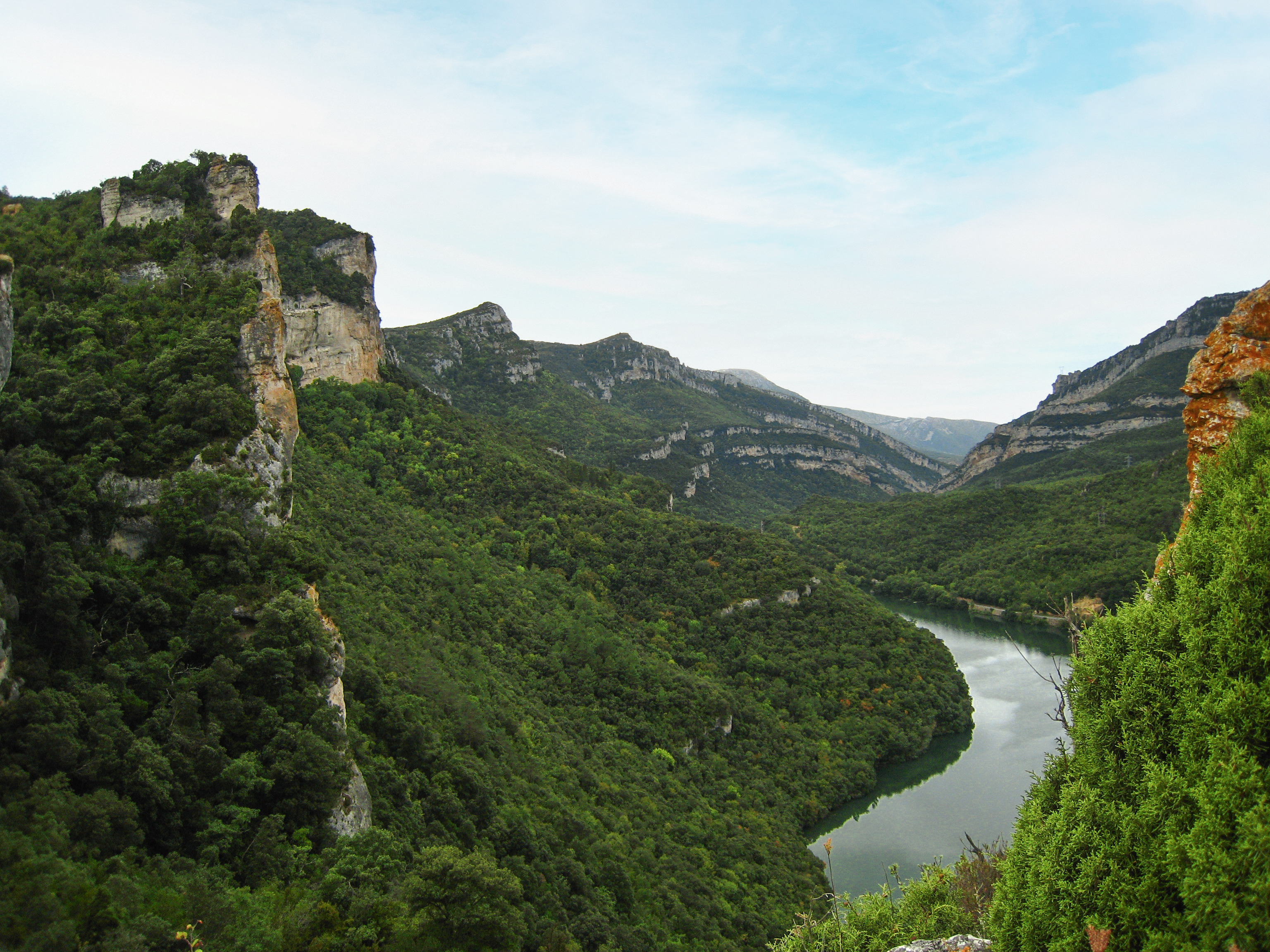
Densa vegetación en las Hoces del Sobrón (río Ebro), entre la Sierra Árcena y los Montes Obarenes, al norte del parque natural

Sobre la bisagra estructural que enlaza la cordillera Cantábrica con los Pirineos, conforma una zona de elevado interés geológico y geomorfológico: sinclinales, anticlinales, cañones fluviales, hoces, desfiladeros y meandros, son algunos ejemplos de ello.
El parque natural alberga una muestra valiosa y representativa de la vegetación atlántica (hayedos y robledales) enclavado en una zona mediterránea muy diversa (encinares, quejigares, coscojares, enebrales, rebollares, sabinares, pinares, alcornocales, etc.), configurando una encrucijada de gran diversidad botánica. Es destacable el pinar natural de pino silvestre que rodea el desfiladero del Río Purón, en el norte del parque.
El parque desempeña un papel destacado en la conservación de numerosas especies amenazadas, vulnerables o raras, como el visón europeo, el cangrejo de río autóctono o el águila-azor perdicera, y contribuye también a asegurar la supervivencia y continuidad de los procesos migratorios de otras especies, como las aves acuáticas y la paloma torcaz, que la utilizan como zona de paso e invernada. En virtud de esta excepcional riqueza ambiental, la zona fue propuesta como Lugar de Interés Comunitario por la Comunidad de Castilla y León, el 18 de marzo de 1999, y designada como Zona de especial protección para las aves por la Unión Europea, el 31 de agosto de 2000.

### Principales cumbres
La máxima altitud es el pico Humión (1434 m), siendo otras cumbres destacadas:
- Monte Cantoña (1353 m)
- Cumbre Buey (1352 m)
- Alto de La Verdina (1352 m)
- Monte Cimero (1348 m)
- Monte Flor (1332 m)
- Pico del Águila (1328 m)
- Galdampío (1210 m)
- Alto de Los Enemigos (1205 m)
- Pico Pan Perdido (1200 m)
- Pico Ventanas (1170 m)
- Castro Cuño (1133 m)
- Monte Pollos (1108 m)
- Tejo de La Barraca (1050 m)
- Meriendillas (1003 m)
- Peña las Yeguas (1002 m)
- Foncea (980 m)
- Peñamayor (894 m)
- San Andrés (809 m)
- Cellorigo (914 m)
- La Muela (931 m)
- La Paul (913 m)
- Tolacha (919 m)
- Santa Olalla (916 m)
- Monte Fuerte (927 m)
- Peñalrayo (959 m)
- Avellano (935 m)
- Hontana (845 m)
- Los Jembres Oeste (861 m)
- Los Jembres Este (864 m)
- Cruz de Motrico (851 m)
- Parada Vieja (867 m)
- La Rave (864 m)
- Peña Escalera (812 m)

## Infraestructuras
El parque natural Montes Obarenes San Zadornil cuenta con dos Casas del Parque:
- Casa del Parque de Oña

- Casa del Parque de San Zadornil

Y un Centro de Interpretación en Pancorbo
El parque natural cuenta con una red de 22 senderos de pequeño recorrido. Sus longitudes van desde los 4 hasta los 15 kilómetros.